# Rypy
Rypy (polsky Rypi Wierch, 1002 m n. m.) je hora v Bukovských vrších na slovensko-polské státní hranici. Nachází se v pohraničním hřebeni mezi vrcholy Strop (1011 m) na západě a Kruhliak (1100 m) na severovýchodě. Severní svahy spadají do údolí potoka Roztoczka, jižní do údolí říčky Cirocha. Vrcholem hory prochází hranice mezi slovenským NP Poloniny a polskou CHKO Cisna-Wetlina. Na slovenské straně se rozkládá PR Šípková.

## Přístup
- po červené  značce z Ruského sedla
- po červené  značce z osady Balnica